# Boża podszewka (serial telewizyjny)
Boża podszewka – polski serial obyczajowy w reżyserii Izabelli Cywińskiej, emitowany przez TVP1 od 23 listopada 1997 do 1 marca 1998. Serial powstał na podstawie powieści autorstwa Teresy Lubkiewicz-Urbanowicz pod tym samym tytułem.
W 2005 TVP1 wyemitowała drugą część serialu pod tytułem Boża podszewka II.
Plenery: Dębówka koło Konstancina.

## Fabuła
Boża Podszewka przedstawia dramatyczne losy Marianny Jurewiczówny, jej rodziny oraz mieszkańców Wileńszczyzny z lat 1900–1945.
Akcja serialu rozpoczyna się w 1900, kiedy przychodzi na świat najmłodsze dziecko Marii i Andrzeja Jurewiczów – Marianna. Oczami Maryśki poznajemy kolejnych, przewijających się przez dworek bohaterów: zamawiaczy (Bartłomiej), schłopiałych szlachciców (np. Mickiewicz), wiejskich parobków (np. Antośka), służących (np. Walunia), a także rozmaitych odmieńców, odrzuconych i wyśmiewanych (np. Durna Maryla), tak jak główna bohaterka. Marianna Jurewiczówna przez rodzinę nazywana jest „niedonoskiem” z powodu jej wcześniactwa, czuje się niekochana i odtrącona, nierozumiana, inna. Akcja serialu kończy się w 1945 r. podczas tzw. pierwszej repatriacji.

## Obsada
- Agnieszka Krukówna – Maryśka
- Danuta Stenka – Maria Jurewicz
- Andrzej Grabowski – Andrzej Jurewicz
- Hanna Śleszyńska – Józia Jurewicz
- Katarzyna Herman – Janeczka Jurewicz
- Jolanta Fraszyńska – Elżbieta Jurewicz
- Adam Ferency – Broniś Jurewicz
- Marek Cichucki – Bogdan Jurewicz
- Dominika Ostałowska – Anusia Jurewicz
- Piotr Adamczyk – Adam Jurewicz
- Roman Gancarczyk – Konstanty Jurewicz
- Janusz Michałowski – Kazimierz Lulewicz
- Karolina Gruszka – Gienia Lulewicz
- Halina Gryglaszewska – Joanna Lulewicz
- Fabian Kiebicz – Stanisław Lulewicz
- Joanna Szczepkowska – Bogusia
- Jan Matyjaszkiewicz – Władysław
- Anna Dymna – Walunia
- Katarzyna Cichopek – Elżbieta jako dziecko
- Jan Prochyra – znachor Bartłuk
- Robert Czebotar – Marek Borecki
- Miriam Aleksandrowicz – Marusia
- Jan Kociniak – Walukiewicz
- Sława Kwaśniewska – Walukiewiczowa
- Zofia Gładyszewska – baba z chaty Mickiewicz
- Krzysztof Krupiński – ten z KGB
- Grzegorz Niedzielski – chłopiec w okopach
- Izabela Dąbrowska – Wandzia, żona Bronisia
- Anna Gornostaj – Isadora
- Mirosław Jękot – żołnierz AK
- Dariusz Pick – żołnierz AK
- Katarzyna Pakosińska – Żydówka
- Andrzej Niemirski – żołnierz litewski
- Paweł Burczyk – aplikant
- Michał Breitenwald – rosjanin
- Borys Jaźnicki – składający przysięgę
- Wojciech Kobiałko – repatriant
- Tomasz Preniasz-Struś – Bolszewik
- Magdalena Gnatowska – Antolka Korkuciówna
- Zdzisław Szymborski – sędzia
- Jerzy Dukay – Cygan
- Krzysztof Kowalewski – masarz Bartosiewicz
- Mirosław Zbrojewicz – ordynans Gónego
- Andrzej Chyra – Rosjanin

## Spis odcinków
1. Juryszki Wileńskie, lata 1900–1913
2. Juryszki Wileńskie, rok 1913
3. Juryszki Wileńskie, rok 1914
4. Juryszki Wileńskie, rok 1914
5. Juryszki Wileńskie, lata 1920–1921
6. Juryszki Wileńskie, rok 1927
7. Juryszki Wileńskie, rok 1928
8. Juryszki Wileńskie, rok 1929
9. Lida, rok 1929
10. Lida, rok 1930. Wilno, rok 1939
11. Wilno, lata 1940–1941
12. Juryszki Wileńskie, lata 1941–1942
13. Juryszki Wileńskie, rok 1943
14. Juryszki Wileńskie, lata 1943–1944
15. Juryszki Wileńskie, rok 1945

## Kontrowersje
W czasie premiery serial stał się obiektem kontrowersji, ponieważ według ludzi pochodzących z Kresów Wschodnich w niedopuszczalny sposób zakłamywał i wyszydzał historię, przedstawiając nieprawdziwy, pozbawiony patriotyzmu i wyjątkowo niepochlebny obraz życia mieszkańców Wileńszczyzny.

## Wątki autobiograficzne
Reżyserkę serialu urzekła historia rodziny Teresy Lubkiewicz-Urbanowicz autentycznością i brakiem patosu. Od samej Lubkiewicz-Urbanowicz dowiadujemy się, że w powieści opisała swoją matkę (Maryśkę), dziadków i wujków. Autorka zdradza we wstępie do powieści, że imiona bohaterom zostawiła takie, jakie nosili w rzeczywistości jej krewni. Inaczej, jak mówiła, "nie czułaby postaci". Jedynie zmieniła im nazwiska: z Mickiewiczów na Jurewiczów. Nawet postaci Waluni czy Antolki miały swój żywy pierwowzór.   
Boża podszewka jest opowieścią o losie niepokornej kobiety ze szlacheckiego zaścianka na Wileńszczyźnie, jej rodzinie, wydarzeniach, jakie miały miejsce od początku wieku po drugą wojnę światową. Wszystko osnute jest na wspomnieniach mojej Matki i moich. Najpierw napisałam opowiadanie o Maryśce. Leżało gdzieś zarzucone, aż przyszedł ten najgorszy dla mnie czas: straciłam bliskich, także Matkę. Wtedy to opowiadanie o Niej zaczęło być takie ważne. Trzeba było uciec w daleką przeszłość, żeby poradzić sobie z teraźniejszością. Chciałam dotrzeć do źródła kompleksów Matki. Do przyczyn jej wyobcowania. "Mieli mnie tam za bożą podszewkę".

Teresa Lubkiewicz-Urbanowicz
Izabella Cywińska nakręciła też dokument pt. Juryszki-Rakuciniszki. Daleka Droga, w którym nie tylko widzimy kulisy powstawania serialu, ale również poznajemy autorkę powieści, przyglądającą się kręconym scenom serialu i odwiedzającą rodzinne, wileńskie strony. Z dokumentu dowiadujemy się, że serialowe Juryszki to naprawdę Rakuciniszki - mała osada, 60 km od Wilna.